# 伊基托斯
伊基托斯（西班牙語：Iquitos），是秘鲁亚马逊丛林地区最大城市，人口约40万人，为洛雷托大区省会。
伊基托斯位于亚马逊河岸边，是世界上除岛屿外最大的不以公路和铁路连接的城市（另一个是堪察加彼得罗巴甫洛夫斯克），对外交通完全依靠航空和亚马逊河航运。虽然离亚马逊河河口有3700公里远，但是小型海轮还是可以溯流而上抵达伊基托斯，使得该地成为世界上距离海岸最远的海港。
伊基托斯由耶稣会传教士于1750年左右创建，1864年成为洛雷托省省会后开始飞速发展。在20世纪初年的橡胶热中，伊基托斯繁盛一时，随着橡胶热的退潮，伊基托斯再也未能恢复当年的盛况。